# Convection atmosphérique
Pour les articles homonymes, voir Convection (homonymie).

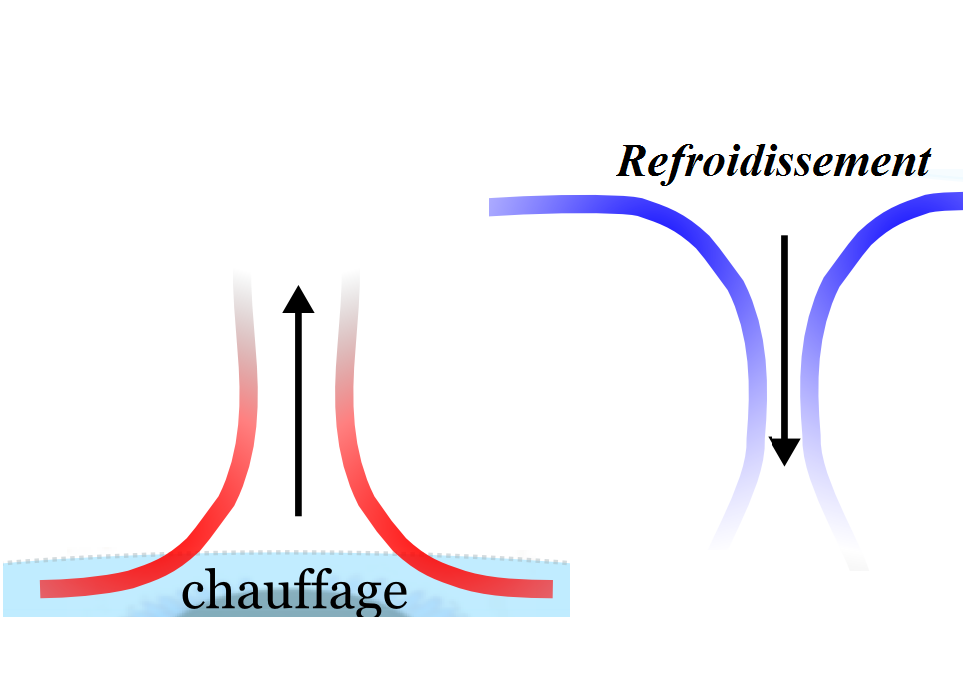
Principe de la convection atmosphérique.

La convection atmosphérique désigne l'ensemble des mouvements internes de l'atmosphère terrestre résultant d'une instabilité de l'air due à une différence de température verticale ou horizontale. Son intensité dépend du taux de décroissance de cette température et donne des mouvements organisés dans la couche d'air instable, entraînant des transferts verticaux de chaleur, de quantité de mouvement et d'humidité. Le mouvement convectif peut se produire autant à partir du sol qu'en altitude dans une couche d'air instable plus ou moins épaisse. Il est donc possible de parler de convection profonde ou restreinte ce qui influencera ses impacts.
Les processus ou les phénomènes qu'elle est capable de générer à certaines échelles spatio-temporelles sont qualifiés tout simplement de convectifs. Ils sont pourtant loin de représenter l'ensemble des processus et des phénomènes caractérisés par des mouvements verticaux, mais c'est parmi eux que se trouvent des phénomènes clés de la météorologie, comme les brises, les orages, les cyclones tropicaux ou les moussons.

## Définition

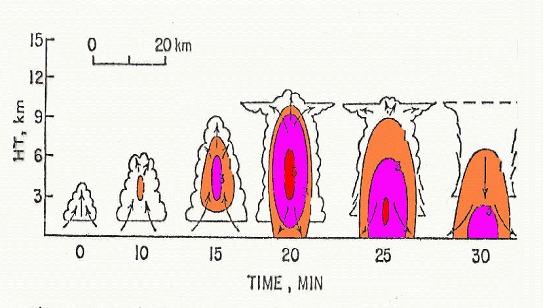
Cycle de vie d'un orage, l'un des phénomènes reliés à la convection atmosphérique.

Au sens météorologique, l'emploi du terme « convection » se limite au transport vertical des propriétés de l'air, le transport horizontal desdites propriétés étant désigné par un autre terme : l'advection horizontale. La convection est un phénomène omniprésent dans l'atmosphère terrestre. Elle peut être déclenchée par un réchauffement du sol par le soleil, par le mouvement d'une masse d'air froid au-dessus d'un plan d'eau relativement chaude, ou par d'autres phénomènes (dont les différences d'albédo) qui provoquent le réchauffement relatif du bas d'une couche atmosphérique par rapport à son sommet.
La convection humide conduit au développement de nuages à fort mouvement vertical allant du cumulus au cumulonimbus. Les différents types de ces derniers sont responsables des orages dont certains sont violents. La convection humide à grande échelle donne des systèmes allant du grain aux cyclones tropicaux et à la mousson, pouvant causer de la pluie diluvienne, de la grêle, des rafales descendantes et des tornades. 
La convection sèche donne d'autre part des phénomènes sans formation de nuages, l'air s'élevant sans provoquer de condensation par manque d'humidité. Parmi ceux-ci, il faut noter les brises de mer, les tourbillons de poussières et de feu, la circulation intertropicale et bien d'autres phénomènes.

## Mouvements de convection

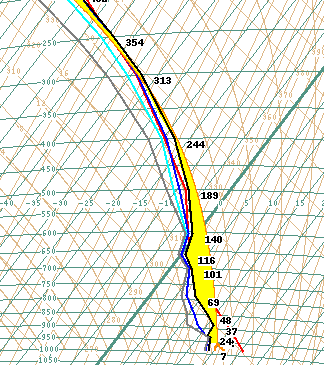
La zone en jaune sous le niveau 313 sur ce téphigramme représente l'EPCD

Le mouvement convectif ascendant est causé par la différence de température entre la parcelle d'air soulevée et l'environnement plus froid en altitude. En effet, la parcelle se refroidit en montant mais selon le gradient thermique adiabatique, soit moins que la température de l'environnement dans les cas instables. Elle est donc moins dense que l'environnement et subit une poussée d'Archimède vers le haut. Cette différence est l'énergie potentielle de convection disponible (EPCD). Elle sera plus importante si de la chaleur latente est relâchée par la condensation de vapeur d'eau contenue dans la parcelle. En première approximation, la vitesse de déplacement de la parcelle d'air variera comme la racine carrée de l'EPCD. Il est également possible d'obtenir de la convection oblique dans une zone d’instabilité symétrique conditionnelle qui se manifeste seulement dans un plan incliné par rapport à la convection hydrostatique conventionnelle.
Ce mouvement ascendant s'accompagne du mouvement descendant d'un volume correspondant d'air plus dense (plus froid) par le même principe. La densité de l'air descendant est supérieure à celle de l'air ascendant ; il y a donc une baisse du centre de gravité du système, interprétable comme une conversion d'énergie potentielle gravitationnelle, en énergie cinétique. 
Les quantités d'énergie impliquées dans cette conversion peuvent être considérables et se traduire par des mouvements ascendants et descendants importants, créant de la turbulence. S'il y a condensation, on assiste à la formation de nuages convectifs qui peuvent donner de forts coups de vent, des précipitations intenses et de la foudre. Si le cisaillement des vents avec l'altitude est favorable à un transfert de tourbillon, on peut voir se former des tornades. Si le contenu en eau est très important, on peut obtenir des pluies torrentielles et même de la grêle.

### Nuages convectifs

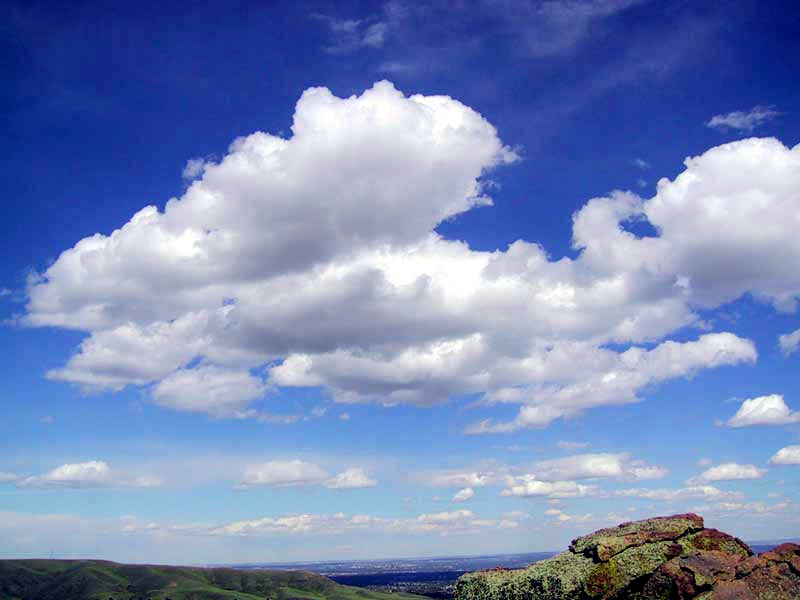
Cumulus de beau temps

On donne à la classe des nuages d'origine convective le nom générique de cumulus. Lorsque la couche d'air instable est peu étendue verticalement, on a formation de cumulus humilis, dit cumulus de beau temps, synonymes d'air ascendant. Si l'EPCD augmente, on passe ensuite au cumulus mediocris, puis au congestus, le second produisant les averses. Si l'instabilité est plus grande on obtient le cumulonimbus calvus, pour finir au roi des nuages le cumulonimbus cappilatus incus qui sont synonymes d'un orage mûr et possédant également un cycle descendant de convection. 
Chacun de ces nuages est appelé aussi cellule convective. Les orages peuvent être formés de cellules convectives isolées et on parlera alors d'un orage mono ou uni-cellulaire pour ceux peu importants et d'orages supercellulaires pour les autres. Les orages composés de plusieurs cellules convectives se classent en deux catégories, soit les orages multicellulaires, pour ceux provenant d'une cellule initiale qui se clone, et les systèmes convectifs de méso-échelle (ligne de grain, Derecho, complexe convectif de méso-échelle, cyclone tropical, etc.), pour celles qui s'unissent à partir d'une genèse distincte.
Les nuages mentionnés ci-dessus se produisent en général dans une masse d'air assez uniforme ce qui donne une répartition aléatoire des cellules. Si un déclencheur comme un front, un creux barométrique, un soulèvement au-dessus d'un obstacle ou même le flux descendant des nuages passe dans le secteur, il peut servir à organiser la convection ou à donner une convection forcée. Des nuages convectifs peuvent également se former dans des systèmes plus stables. Par exemple, à l'avant d'une dépression qui donne de la pluie continue, dite stratiforme, on a souvent dans bandes de précipitations plus intenses associées à des zones convectives dans les niveaux moyens de l'atmosphère. On est alors en présence d'altocumulus castellanus, ou même de cumulonimbus à base haute (ou altocumulonimbus), imbriqués dans la masse nuageuse.
Finalement, la convection ne se produit pas seulement en été mais on la rencontre en toute saison. Ainsi, dans une tempête de neige les forts chutes se retrouvent souvent sous des cellules convectives imbriquées. Le cas des bourrasques de neige côtières est un autre exemple alors que de l'air très froid passe au-dessus d'étendues d'eau non gelée et donne des cumulus bourgeonnants de faible extension verticale mais très intenses.

### Convection sans nuage

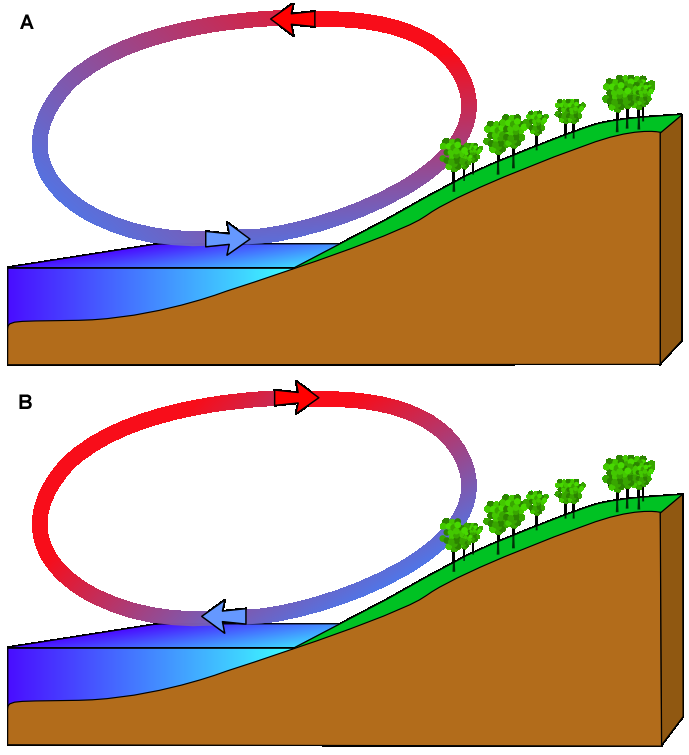
A: Brise de mer, B: Brise de terre

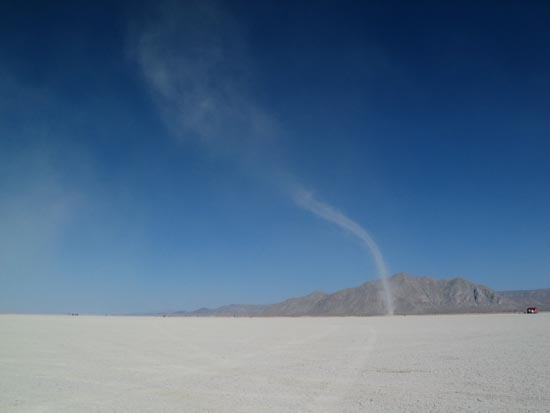
Tourbillon de poussière.

La convection atmosphérique peut se produire sans nécessairement donner des nuages. En effet, elle n'est créée que par la structure thermique et si l'humidité n'est pas suffisante dans la parcelle d'air en ascension, il n'y aura pas de condensation. 
La brise de mer est un exemple typique de cellule convective en air clair. L'air se réchauffe plus rapidement sur terre que sur l'eau et une circulation thermique se développe durant la journée. Les thermiques qui se développent le long des pentes des montagnes, ou en plaine au-dessus de zones plus chaudes, sont un autre exemple où la différence de réchauffement crée une cellule convective à petite échelle, alors que la génération des alizés provient d'une boucle convective à large échelle. On peut mentionner encore les tourbillons de poussière et les vents générés dans un incendie.

### Convection profonde versus restreinte
La couche dans laquelle se produit la convection peut être plus ou moins épaisse. En général, les phénomènes convectifs qui se produisent dans une mince couche sous les 500 hPa (5 kilomètres d'altitude) sont dits de convection restreinte. Ceux-ci se produisent généralement dans un environnement plus froid avec une couche d'inversion de température marquée en altitude. Dans le cas de convection humide, il s'agit de nuages convectifs individuels de bas niveau ou de systèmes peu étendus mais parfois intenses comme les dépressions polaires. Dans la convection sèche, elle est associée aux tourbillons de poussière et à la turbulence en air clair de basse altitude.
La convection profonde a beaucoup plus de répercussions. Elle occupe une couche dépassant le niveau de pression de 500 hPa, souvent perçant la tropopause. Cette convection est responsable des orages violents et des systèmes convectifs de large échelle comme les ouragans.

### Convection du sol ou en altitude
La convection peut être déclenchée à partir du réchauffement diurne ou d'un soulèvement de l'air au sol par un front mais elle peut être aussi être déclenchée en altitude (convection en altitude). Cette dernière débute par des altocumulus castellanus formant de tours étroites et dont la base se situe dans l'étage moyen de l'atmosphère et peut se transformer en altocumulonimbus (terme non officiel) pour engendrer des orages produisant des précipitations importantes. 
Les deux peuvent se produire en tout temps mais la convection au sol est souvent par réchauffement au sol et donc diurne, alors que la convection en altitude se produit souvent la nuit partout où le refroidissement des sommets des nuages permet une déstabilisation d'une couche nuageuse en altitude.

## Effets climatologiques

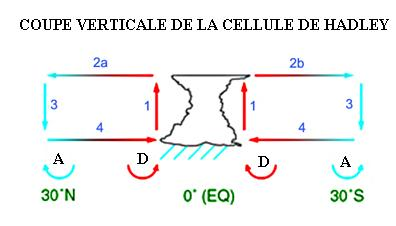
Circulation dans une cellule de Hadley

La convection thermique redistribue l'humidité et homogénéise la température dans la couche où elle se produit. Ceci influence l'équilibre thermique vertical de la planète en amenuisant la diminution moyenne de température avec l'altitude que l'effet de serre impose à la troposphère. Sans les mécanismes convectifs, le changement serait plus abrupte et donnerait une température moyenne de la surface terrestre plus élevée. 
À petite échelle, le mélange dans la couche limite de turbulence atmosphérique permet à de l'air sec au-dessus de cette couche de descendre et de diminuer l'humidité relative au sol, ne permettant que des cumulus de faible extension verticale qui vont limiter l'ensoleillement. À plus large échelle, l'air chaud en ascension diminue la pression au sol et peut créer des dépressions thermiques en surface, ce qui se produit régulièrement dans les déserts. Ces dépressions s'atténuent en altitude et sont surmontées par un anticyclone.
À l'échelle de la Terre entière, le processus provoquant la montée de l'air équatorial humide dans la zone de convergence intertropicale et entretenant de façon cyclique les cellules de Hadley est de nature convective. Ces circulations transportent chaleur et humidité des tropiques vers les latitudes moyennes de 30 degrés N et S, appelée la zone de calmes subtropicaux. La convection est également responsable des régimes climatiques de mousson attenants.
Elle joue également un rôle dans la chimie de l'atmosphère, en contribuant à certains transferts d'aérosols ou de polluants des basses couches (troposphère) vers les hautes couches, et inversement (pour l'ozone par exemple).

## Convection en aéronautique
Sous sa forme bénigne, la convection peut donner aux planeurs et autres aéronefs non motorisés la poussée ascendante dont ils ont besoin pour se maintenir en vol. Les montgolfières utilisent aussi la convection comme moyen de sustentation, en emprisonnant une quantité d'air chaud (moins dense que l'air environnant) à l'intérieur d'un ballon.
Par contre, les forts mouvements verticaux, dans et autour des orages, sont à éviter car ils peuvent produire de la turbulence intense. Cependant, les ascendances à l'avant d'un orage peuvent être extrêmement douces et modérées. Ces conditions sont d'autant plus dangereuses à cause du sentiment de fausse sécurité qu'elles procurent, car elles peuvent dégénérer en très peu de temps.
De plus, le givrage dans ces nuages est important, car les gouttes y sont en surfusion. De nombreux avions se sont écrasés à la suite d'un givrage extrêmement rapide des surfaces portantes. Quoique rare, la foudre peut aussi frapper les aéronefs et la grêle peut endommager voire détruire un aéronef,.